# Blott en dag
Blott en dag è un album in studio natalizio della cantante svedese Carola Häggkvist, pubblicato nel 1998.

## Tracce
1. Blott en dag
2. Jag är en gäst och främling
3. Är det sant att Jesus är min broder
4. Modersvingen
5. O Jesu, öppna du mitt öga
6. Jesus för världen givit sitt liv
7. Gör det lilla du kan
8. Tryggare kan ingen vara
9. Aldrig är jag utan fara
10. Jag kan icke räkna dem alla
11. Herrens nåd är var morgon ny
12. Bred dina vida vingar